# Марко Естрада
Марко Естрада (ісп. Marco Estrada; нар. 28 травня 1983, Вінья-дель-Мар) — чилійський футболіст, півзахисник клубу «Сан-Луїс де Кільйота».
Виступав, зокрема, за клуби «Евертон» (Вінья-дель-Мар), «Універсідад де Чилі» та «Монпельє», а також національну збірну Чилі.

## Клубна кар'єра
У дорослому футболі дебютував 2004 року виступами за команду «Евертон» (Вінья-дель-Мар), вихованцем якого він був. В рідній команді провів три сезони, взявши участь у 84 матчах чемпіонату. Більшість часу, проведеного у складі чилійського «Евертона», був основним гравцем команди.

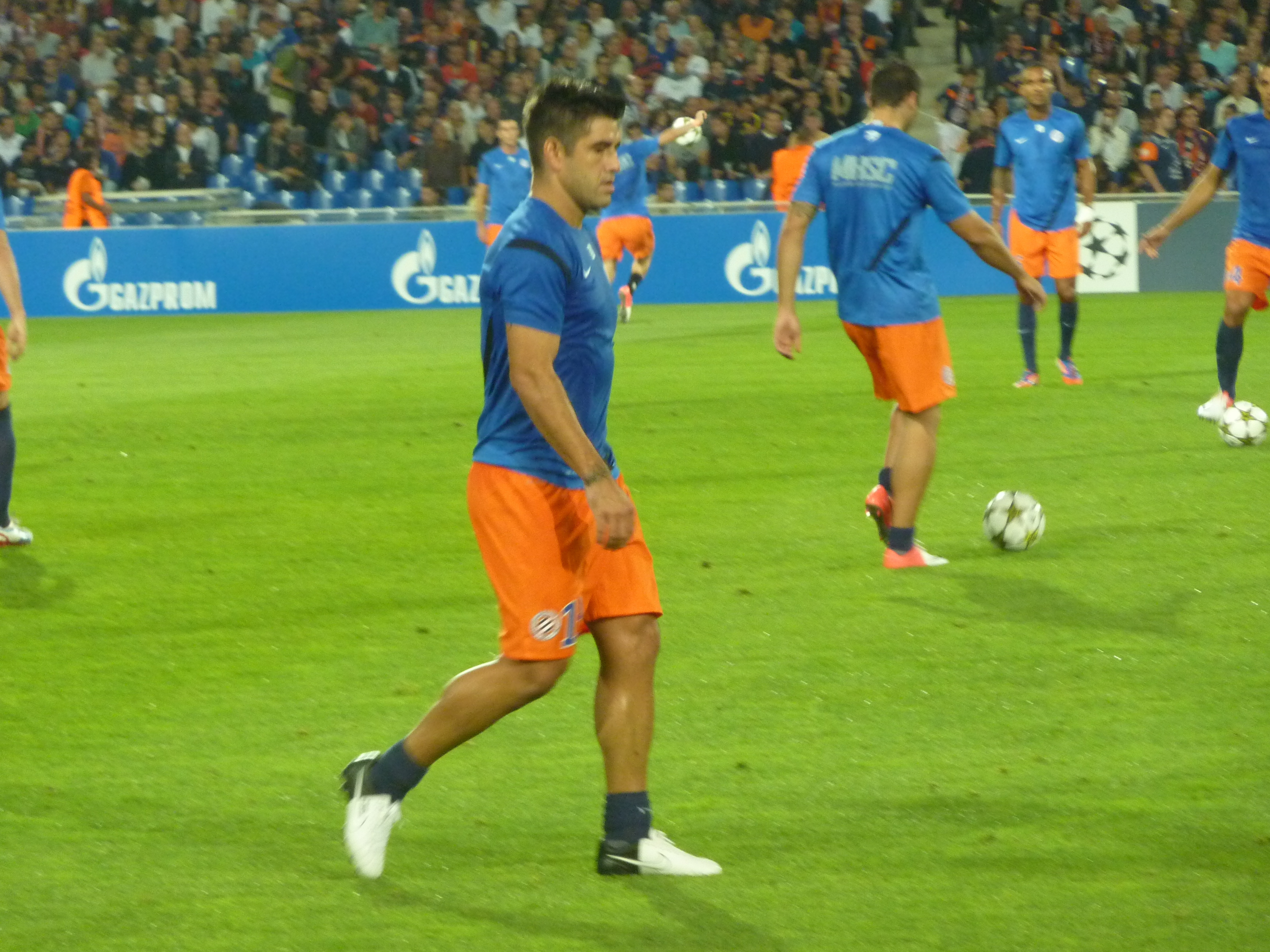
Марко Естрада під час виступів за «Монпельє». 2012 рік.

Своєю грою за цю команду привернув увагу представників тренерського штабу клубу «Універсідад де Чилі», до складу якого приєднався 2007 року. Відіграв за команду із Сантьяго наступні три з половиною сезони своєї ігрової кар'єри.
Влітку 2010 року уклав контракт з французьким клубом «Монпельє», у складі якого провів наступні три роки своєї кар'єри гравця. Граючи у складі «Монпельє» також здебільшого виходив на поле в основному складі команди і у сезоні 2011/12 став чемпіоном Франції.
Протягом 2013—2014 років захищав кольори еміратського клубу «Аль-Вахда» (Абу-Дабі).
До складу клубу «Сан-Луїс де Кільйота» приєднався 2015 року. Відтоді встиг відіграти за команду із Кільйоти 27 матчів в національному чемпіонаті.

## Виступи за збірну
2007 року дебютував в офіційних матчах у складі національної збірної Чилі. 
У складі збірної був учасником чемпіонату світу 2010 року у ПАР та розіграшу Кубка Америки 2011 року в Аргентині.
Всього провів у формі головної команди країни 33 матчі, забивши 1 гол.

## Титули і досягнення
- Чемпіон Франції (1):

«Монпельє»: 2011-12